# Галльєра
Галльєра, Ґалльєра (італ. Galliera) — муніципалітет в Італії, у регіоні Емілія-Романья,  метрополійне місто Болонья.
Галльєра розташована на відстані близько 330 км на північ від Рима, 29 км на північ від Болоньї.
Населення — 7105 осіб (2014).
Щорічний фестиваль відбувається 16 липня. Покровитель — Beata Vergine del Carmine.

## Демографія
Населення за роками:

Станом на 1 січня 2023 року в муніципалітеті офіційно проживав 1031 іноземець з 42 країн, серед них 247 громадян країн Євросоюзу та 34 громадяни України.

## Сусідні муніципалітети
- Малальберго
- П'єве-ді-Ченто
- Поджо-Ренатіко
- Сан-П'єтро-ін-Казале
- Сант'Агостіно